# Universitetet (Stockholms tunnelbana)
Universitetet ist eine unterirdische Station der Stockholmer U-Bahn, die unterhalb der namensgebenden Universität liegt. Sie befindet sich im Stadtteil Norra Djurgården. Die Station wird von der Röda linjen des Stockholmer U-Bahn-Systems bedient. In der Nähe besteht eine Umsteigemöglichkeit zur schmalspurigen Roslagsbanan. Die Lage unterhalb der Universität sowie die Umsteigemöglichkeiten machen die Station zu einer der viel frequentierten des U-Bahn-Netzes. An einem normalen Werktag steigen hier 13.700 Pendler zu.
Die Station wurde am 12. Januar 1975 in Betrieb genommen, als der nördliche Abschnitt der Röda linjen zwischen Tekniska högskolan und Universitetet eingeweiht wurde und war bis zum 29. Januar 1978 Endstation der Linie T14, als die Verlängerung der Röda linjen bis zu ihrem jetzigen Endpunkt in Mörby centrum eröffnet wurde. Die Bahnsteige befinden sich ca. 20–24 Meter unter der Erde. Die Station liegt zwischen den Stationen Tekniska högskolan und Bergshamra. Bis zum Stockholmer Hauptbahnhof sind es etwa fünf Kilometer.